# Sapromyza inversa
Sapromyza inversa är en tvåvingeart som beskrevs av Malloch 1929. Sapromyza inversa ingår i släktet Sapromyza och familjen lövflugor. Inga underarter finns listade i Catalogue of Life.